# Tom Reed
Thomas W. Reed, detto Tom (Joliet, 18 novembre 1971), è un politico statunitense, membro della Camera dei Rappresentanti per lo stato di New York dal 2010 al 2022.

## Biografia
Nato a Joliet, Reed crebbe nello stato di New York e dopo gli studi divenne avvocato.
Entrato in politica con il Partito Repubblicano, nel 2007 venne eletto sindaco di Corning.
Nel 2010, quando il deputato democratico Eric Massa rassegnò le dimissioni dalla Camera dei Rappresentanti in seguito ad uno scandalo sessuale, Reed si candidò per il suo seggio e riuscì a farsi eleggere, per poi essere riconfermato nelle successive tornate elettorali.
Coinvolto in uno scandalo sessuale nel 2021, il 10 maggio 2022 annunciò le proprie dimissioni con effetto immediato, accettando un lavoro in una compagnia di lobby e lasciando il Congresso dopo dodici anni.